# 伊藤美来のディスコグラフィ
本項では、声優・歌手の伊藤美来がこれまで発売した個人名義、キャラクター名義等の作品についてまとめる。

## シングル
|        | 発売日         | タイトル             | 規格品番                        | 規格品番   | オリコン 最高位 |
| 限定盤 | 発売日         | タイトル             | 通常盤                          |            | オリコン 最高位 |
| ------ | -------------- | -------------------- | ------------------------------- | ---------- | --------------- |
| 1st    | 2016年10月12日 | 泡とベルベーヌ       | COZC-1238/9                     | COCC-17228 | 20位            |
| 2nd    | 2017年5月3日   | Shocking Blue        | COZC-1316/7                     | COCC-17260 | 20位            |
| 3rd    | 2018年2月21日  | 守りたいもののために | COZC-1418/9                     | COCC-17422 | 26位            |
| 4th    | 2018年8月15日  | 恋はMovie            | COZC-1464/5 (A) COZC-1466/7 (B) | COCC-17475 | 21位            |
| 5th    | 2019年1月16日  | 閃きハートビート     | COZC-1497/8                     | COCC-17542 | 15位            |
| 6th    | 2020年2月12日  | Plunderer            | COZC-1615/6                     | COCC-17734 | 19位            |
| 7th    | 2020年6月17日  | 孤高の光 Lonely dark | COZC-1659/60                    | COCC-17769 | 7位             |
| 8th    | 2021年4月28日  | No.6                 | COZC-1743/4                     | COCC-17871 | 17位            |
| 9th    | 2021年12月22日 | パスタ               | COZC-1852/3                     | COCC-17947 | 19位            |
| 10th   | 2022年4月6日   | 青100色              | COZC-1881/2                     | COCC-17970 | 12位            |
| 11th   | 2023年10月11日 | 点と線               | COZC-2032/3                     | COCC-18148 | 17位            |
| 12th   | 2024年5月1日   | Now On Air           | COZC-2085/6                     | COCC-18200 | 16位            |

## アルバム
|        | 発売日         | タイトル           | 規格品番    | 規格品番   | オリコン 最高位 |
| 限定盤 | 発売日         | タイトル           | 通常盤      |            | オリコン 最高位 |
| ------ | -------------- | ------------------ | ----------- | ---------- | --------------- |
| 1st    | 2017年10月11日 | 水彩 〜aquaveil〜  | COZX-1375/6 | COCX-40114 | 23位            |
| 2nd    | 2019年7月24日  | PopSkip            | COZX-1545/6 | COCX-40809 | 12位            |
| 3rd    | 2020年12月23日 | Rhythmic Flavor    | COZX-1700/1 | COCX-41351 | 39位            |
| 4th    | 2023年2月15日  | This One's for You | COZX-1968/9 | COCX-41948 | 17位            |

## 映像作品

### LIVE Blu-ray
|        | 発売日         | タイトル                                                  | 規格品番                                | 規格品番  |
| 限定盤 | 発売日         | タイトル                                                  | 通常盤                                  |           |
| ------ | -------------- | --------------------------------------------------------- | --------------------------------------- | --------- |
| 1st    | 2020年5月27日  | ITO MIKU 5th Live Miku's Adventures 2019 〜PopSkip Life〜 |                                         | COXC-1244 |
| 2nd    | 2021年7月28日  | ITO MIKU Live Tour 2021 Rhythmic BEAM YOU                 | COXC-1270                               | COXC-1271 |
| 3rd    | 2022年10月12日 | ITO MIKU Live Tour 2022 What a Sauce!                     | COXC-1299（Type-A） COZX-1940（Type-B） | COXC-1300 |
| 4th    | 2023年12月20日 | ITO MIKU Live Tour 2023 Every Day is a Gift               | COXC-1346                               | COXC-1347 |
| 5th    | 2024年12月25日 | ITO MIKU Live Tour 2024 from now on                       | COXC-1366                               | COXC-1367 |

### PV集
|     | 発売日         | タイトル                   | 規格品番  |
| --- | -------------- | -------------------------- | --------- |
| 1st | 2022年10月12日 | ITO MIKU Music Video Clips | COXC-1302 |

## 歌手参加楽曲
| 発売日         | 商品名                                      | 歌 | 楽曲                    | 備考                                                             |
| -------------- | ------------------------------------------- | --- | ----------------------- | ---------------------------------------------------------------- |
| 2018年5月16日  | Stand by...MUSIC!!!                         | アイドルマスター SideM、アイドルマスター ミリオンライブ！ ミリオンスターズ、亜咲花、伊藤美来、内田彩、内田真礼、オーイシマサヨシ、GRANRODEO(KISHOW)、鈴木このみ、鈴木みのり、竹達彩奈、TRUE、fhána、悠木碧 | 「Stand by...MUSIC!!!」 | ライブイベント『Animelo Summer Live 2018 "OK!"』テーマソング     |
| 2019年5月17日  | CROSSING STORIES                            | 亜咲花、石原夏織、伊藤美来、オーイシマサヨシ、大橋彩香、ZAQ、JUNNA、鈴木このみ、スフィア、TRUE、towana（fhána）、畠中祐、幹葉（スピラ・スピカ）、三森すずこ                                                | 「CROSSING STORIES」    | ライブイベント『Animelo Summer Live 2019 -STORY-』テーマソング   |
| 2020年11月25日 | りゅうおうのおしごと！ ソング・コレクション | 伊藤美来 | 「one's heart」         | ゲーム『りゅうおうのおしごと！』エンディングテーマ               |
| 2022年6月17日  | Sparkle                                     | 愛美、伊藤美来、小笠原仁（GYROAXIA）、梶原岳人、鈴木愛理、DIALOGUE+、TrySail、仲村宗悟、花澤香菜、halca | 「Sparkle」             | ライブイベント『Animelo Summer Live 2022 -Sparkle-』テーマソング |

## キャラクターソング
| 発売日   | 商品名 | 歌 | 楽曲 | 備考                                                                            |
| 2013年   | 2013年 | 2013年 | 2013年 | 2013年                                                                          |
| -------- | --- | --- | --- | ------------------------------------------------------------------------------- |
| 4月24日  | THE IDOLM@STER LIVE THE@TER PERFORMANCE 01 Thank You!                                                      | 765 MILLIONSTARS | 「Thank You!」 | ゲーム『アイドルマスター ミリオンライブ！』テーマソング                         |
| 4月24日  | THE IDOLM@STER LIVE THE@TER PERFORMANCE 01 Thank You!                                                      | 765THEATER ALLSTARS | 「Thank You!」 | ゲーム『アイドルマスター ミリオンライブ！』テーマソング                         |
| 5月29日  | THE IDOLM＠STER LIVE THE＠TER PERFORMANCE 02                                                               | 七尾百合子（伊藤美来） | 「透明なプロローグ」 | ゲーム『アイドルマスター ミリオンライブ！』関連曲                               |
| 5月29日  | THE IDOLM＠STER LIVE THE＠TER PERFORMANCE 02                                                               | 天海春香（中村繪里子）、天空橋朋花（小岩井ことり）、七尾百合子（伊藤美来）、箱崎星梨花（麻倉もも）、最上静香（田所あずさ） | 「Legend Girls!!」 | ゲーム『アイドルマスター ミリオンライブ！』関連曲                               |
| 11月6日  | Fan Fanfare!!!                                                                                             | Sweet Diva | 「Fan Fanfare!!!」 | テレビアニメ『世界でいちばん強くなりたい！』エンディングテーマ                  |
| 11月6日  | Fan Fanfare!!!                                                                                             | 望月悠歩（伊藤美来） | 「Fan Fanfare!!!」 | テレビアニメ『世界でいちばん強くなりたい！』関連曲                              |
| 2014年   | | | |                                                                                 |
| 7月30日  | ミライファンファーレ/未来少女たち                                                                          | 流川ガールズ | 「ミライファンファーレ」 | テレビアニメ『普通の女子校生が【ろこどる】やってみた。』オープニングテーマ      |
| 7月30日  | ミライファンファーレ/未来少女たち                                                                          | 流川ガールズ | 「未来少女たち」 | テレビアニメ『普通の女子校生が【ろこどる】やってみた。』エンディングテーマ      |
| 7月30日  | THE IDOLM@STER LIVE THE@TER HARMONY 02                                                                     | 乙女ストーム！ | 「Growing Storm!」 「Welcome!!」 | ゲーム『アイドルマスター ミリオンライブ！』関連曲                               |
| 7月30日  | THE IDOLM@STER LIVE THE@TER HARMONY 02                                                                     | 七尾百合子（伊藤美来） | 「空想文学少女」 | ゲーム『アイドルマスター ミリオンライブ！』関連曲                               |
| 8月27日  | 「普通の女子校生が【ろこどる】やってみた。」ヴォーカル・アルバム 〜ろこどる課外活動報告〜                  | 宇佐美奈々子（伊藤美来）、小日向縁（三澤紗千香）、三ヶ月ゆい（吉岡麻耶） | 「未来少女たち（Version 2）」 | テレビアニメ『普通の女子校生が【ろこどる】やってみた。』エンディングテーマ      |
| 8月27日  | 「普通の女子校生が【ろこどる】やってみた。」ヴォーカル・アルバム 〜ろこどる課外活動報告〜                  | 宇佐美奈々子（伊藤美来）、小日向縁（三澤紗千香）、三ヶ月ゆい（吉岡麻耶）、名都借みらい（水瀬いのり） | 「あぁ流川」 「魚心くんソング」 | テレビアニメ『普通の女子校生が【ろこどる】やってみた。』劇中歌                  |
| 8月27日  | 「普通の女子校生が【ろこどる】やってみた。」ヴォーカル・アルバム 〜ろこどる課外活動報告〜                  | 宇佐美奈々子（伊藤美来） | 「For you!!」 | テレビアニメ『普通の女子校生が【ろこどる】やってみた。』関連曲                  |
| 9月24日  | 「普通の女子校生が【ろこどる】やってみた。」ヴォーカル・アルバム 〜アイドル、やってます!〜                 | 流川ガールズ | 「ミライファンファーレ（Album Version）」 | テレビアニメ『普通の女子校生が【ろこどる】やってみた。』オープニングテーマ      |
| 9月24日  | 「普通の女子校生が【ろこどる】やってみた。」ヴォーカル・アルバム 〜アイドル、やってます!〜                 | 流川ガールズ | 「流川ガールズソング」 | テレビアニメ『普通の女子校生が【ろこどる】やってみた。』劇中歌                  |
| 9月24日  | 「普通の女子校生が【ろこどる】やってみた。」ヴォーカル・アルバム 〜アイドル、やってます!〜                 | 宇佐美奈々子（伊藤美来）、小日向縁（三澤紗千香）、三ヶ月ゆい（吉岡麻耶）、名都借みらい（水瀬いのり） | 「未来少女たち（Version 3）」 | テレビアニメ『普通の女子校生が【ろこどる】やってみた。』エンディングテーマ      |
| 10月29日 | マンガ家さんとアシスタントさんと BD・DVD 第5巻特典CD                                                       | 皆野まとめ（田中真奈美）、足須沙穂乃（伊藤美来） | 「KYNKY CONTROL!」 | テレビアニメ『マンガ家さんとアシスタントさんと』関連曲                          |
| 11月     | THE IDOLM@STER LIVE THE@TER SELECTION CD                                                                   | 七尾百合子（伊藤美来） | 「Blue Symphony」 | ゲーム『アイドルマスター ミリオンライブ！』関連曲                               |
| 11月     | THE IDOLM@STER LIVE THE@TER SELECTION CD                                                                   | 望月杏奈（夏川椎菜）、七尾百合子（伊藤美来）、北沢志保（雨宮天）、馬場このみ（高橋未奈美）、エミリー スチュアート（郁原ゆう）                                                                                                  | 「Thank You!」 | ゲーム『アイドルマスター ミリオンライブ！』関連曲                               |
| 2015年   | | | |                                                                                 |
| 4月4日   | THE IDOLM@STER LIVE THE@TER SOLO COLLECTION Vol.01                                                         | 七尾百合子（伊藤美来） | 「Legend Girls!!」 | ゲーム『アイドルマスター ミリオンライブ！』関連曲                               |
| 5月20日  | ナカヨシ！なんです。…よね？                                                                                | 天海響（木戸衣吹）、井上成美（伊藤美来）、上原佳奈（飯田里穂）、江角京子（M・A・O）、小川真琴（山崎エリイ） | 「ナカヨシ！なんです。…よね？」 | テレビアニメ『レーカン！』関連曲                                                |
| 5月20日  | ナカヨシ！なんです。…よね？ [天海 盤]                                                                      | 天海響となかまたち | 「それがレーカンだ！」 | テレビアニメ『レーカン！』関連曲                                                |
| 5月20日  | ナカヨシ！なんです。…よね？ [井上・小川 盤]                                                                | 井上成美（伊藤美来） | 「霊なんてナイさ」 | テレビアニメ『レーカン！』関連曲                                                |
| 7月15日  | レーカン! BD・DVD第1巻特典CD                                                                               | アホの山田とレーカン！5人娘 | 「あいうえおや」 | テレビアニメ『レーカン！』関連曲                                                |
| 7月17日  | THE IDOLM@STER LIVE THE@TER SOLO COLLECTION Vol.02                                                         | 七尾百合子（伊藤美来） | 「Welcome!!」 | ゲーム『アイドルマスター ミリオンライブ！』関連曲                               |
| 8月19日  | 普通の女子校生が【ろこどる】やってみた。ソング&ドラマアルバム〜いつでも元気!ななちゃんと…〜                | 宇佐美奈々子（伊藤美来） | 「さきどりドリーマー」 | テレビアニメ『普通の女子校生が【ろこどる】やってみた。』関連曲                  |
| 8月19日  | 普通の女子校生が【ろこどる】やってみた。ソング&ドラマアルバム〜いつでも元気!ななちゃんと…〜                | 宇佐美奈々子（伊藤美来）、名都借みらい（水瀬いのり） | 「2 the Dream」 | テレビアニメ『普通の女子校生が【ろこどる】やってみた。』関連曲                  |
| 8月26日  | 細胞プロミネンス                                                                                           | マリ子（伊藤美来） | 「細胞プロミネンス」 | テレビアニメ『ミリオンドール』オープニングテーマ                                |
| 8月26日  | 細胞プロミネンス                                                                                           | マリ子（伊藤美来） | 「Take you to My PARTY!!」 | テレビアニメ『ミリオンドール』挿入歌                                            |
| 9月16日  | レーカン! BD・DVD第3巻特典CD                                                                               | オールスターキャスト | 「カラフルストーリー」 | テレビアニメ『レーカン！』関連曲                                                |
| 9月30日  | THE IDOLM@STER LIVE THE@TER DREAMERS 01 Dreaming!                                                          | MILLION ALLSTARS | 「Welcome!!」 | ゲーム『アイドルマスター ミリオンライブ！』関連曲                               |
| 10月28日 | THE IDOLM@STER LIVE THE@TER DREAMERS 02                                                                    | 天海春香（中村繪里子）、春日未来（山崎はるか）、北上麗花（平山笑美）、北沢志保（雨宮天）、ジュリア（愛美）、高槻やよい（仁後真耶子）、所恵美（藤井ゆきよ）、七尾百合子（伊藤美来）、望月杏奈（夏川椎菜）、矢吹可奈（木戸衣吹） | 「Dreaming!」 | ゲーム『アイドルマスター ミリオンライブ！』関連曲                               |
| 10月28日 | THE IDOLM@STER LIVE THE@TER DREAMERS 02                                                                    | 望月杏奈（夏川椎菜）、七尾百合子（伊藤美来） | 「成長Chu→LOVER!!」 | ゲーム『アイドルマスター ミリオンライブ！』関連曲                               |
| 11月25日 | ばいたる☆エクササイズ                                                                                      | 星あさみ（伊藤美来）、樋口えり（和氣あず未）、早乙女静乃（小牧未侑）、橘紫苑（長縄まりあ）、平岡優（高尾奏音） | 「ばいたる☆エクササイズ」 | テレビアニメ『あにトレ！EX』オープニングテーマ                                  |
| 11月25日 | ばいたる☆エクササイズ                                                                                      | 星あさみ（伊藤美来）、樋口えり（和氣あず未）、早乙女静乃（小牧未侑）、橘紫苑（長縄まりあ）、平岡優（高尾奏音） | 「あにトレケイデンス」 | テレビアニメ『あにトレ！EX』関連曲                                              |
| 2016年   | | | |                                                                                 |
| 1月30日  | THE IDOLM@STER LIVE THE@TER SOLO COLLECTION Vol.03 Visual Edition                                          | 七尾百合子（伊藤美来） | 「Growing Storm!」 | ゲーム『アイドルマスター ミリオンライブ！』関連曲                               |
| 2月24日  | 普通の女子校生が【ろこどる】やってみた。ソング&サントラアルバム〜ウィンター&スプリング〜                   | 宇佐美奈々子（伊藤美来）、小日向縁（三澤紗千香） | 「レインボーバトン」 | OVA『普通の女子校生が【ろこどる】やってみた。』オープニングテーマ               |
| 2月24日  | 普通の女子校生が【ろこどる】やってみた。ソング&サントラアルバム〜ウィンター&スプリング〜                   | 宇佐美奈々子（伊藤美来）、小日向縁（三澤紗千香）、三ヶ月ゆい（吉岡麻耶）、名都借みらい（水瀬いのり） | 「聖なる夜に」 | OVA『普通の女子校生が【ろこどる】やってみた。』エンディングテーマ               |
| 5月21日  | ガールフレンド（♪） 浅見景「あなたにエール」                                                               | 浅見景（伊藤美来） | 「あなたにエール」 | ゲーム『ガールフレンド（仮）』関連曲                                            |
| 6月29日  | 普通の女子校生が【ろこどる】やってみた。ミュージック・アルバム〜夏の思い出作ってみた。〜                   | 宇佐美奈々子（伊藤美来）、小日向縁（三澤紗千香）、三ヶ月ゆい（吉岡麻耶）、名都借みらい（水瀬いのり） | 「青春 Say Cheese!」 | OVA『普通の女子校生が【ろこどる】やってみた。』エンディングテーマ               |
| 7月13日  | アイドルマスター ミリオンライブ！ 第4巻 特別版 オリジナルCD                                                | 伊吹翼（Machico）、ジュリア（愛美）、高山紗代子（駒形友梨）、七尾百合子（伊藤美来）、真壁瑞希（阿部里果） | 「Valt That Borderline!」 | 漫画『アイドルマスター ミリオンライブ！』関連曲                                 |
| 8月12日  | ルナリア                                                                                                   | 朝比奈乃々（伊藤美来）、柊つむぎ（上坂すみれ）、水島愛梨（遠藤ゆりか）、広瀬こはる（橋本ちなみ）、織宮結衣（佳村はるか） | 「ルナリア」 | ゲーム『オルタナティブガールズ』主題歌                                          |
| 9月7日   | THE IDOLM@STER THE@TER ACTIVITIES 01                                                                       | 七尾百合子（伊藤美来）、天空橋朋花（小岩井ことり）、箱崎星梨花（麻倉もも）、松田亜利沙（村川梨衣）、ロコ（中村温姫） | 「創造は始まりの風を連れて」 「DIAMOND DAYS」 | ゲーム『アイドルマスター ミリオンライブ！』関連曲                               |
| 11月16日 | Cheer for you♪♬🎶                                                                                          | 星あさみ（伊藤美来）、樋口えり（和氣あず未）、早乙女静乃（小牧未侑）、橘紫苑（長縄まりあ）、平岡優（高尾奏音）、出海さくら（鈴木絵理）                                                                                         | 「Cheer for you♪♬🎶」 | テレビアニメ『あにトレ！XX 〜ひとつ屋根の下で〜』オープニングテーマ             |
| 11月16日 | Cheer for you♪♬🎶                                                                                          | 星あさみ（伊藤美来）、樋口えり（和氣あず未）、早乙女静乃（小牧未侑）、橘紫苑（長縄まりあ）、平岡優（高尾奏音）、出海さくら（鈴木絵理）                                                                                         | 「あにトレケイデンス〜2周目〜」 | テレビアニメ『あにトレ！XX 〜ひとつ屋根の下で〜』関連曲                         |
| 2017年   | | | |                                                                                 |
| 1月11日  | THE IDOLM@STER LIVE THE@TER FORWARD 02 BlueMoon Harmony                                                    | ウィルゴ | 「プリムラ」 | ゲーム『アイドルマスター ミリオンライブ！』関連曲                               |
| 1月11日  | THE IDOLM@STER LIVE THE@TER FORWARD 02 BlueMoon Harmony                                                    | BlueMoon Harmony | 「brave HARMONY」 | ゲーム『アイドルマスター ミリオンライブ！』関連曲                               |
| 3月9日   | THE IDOLM@STER LIVE THE@TER SOLO COLLECTION 04 BlueMoon Theater                                            | 七尾百合子（伊藤美来） | 「創造は始まりの風を連れて」 | ゲーム『アイドルマスター ミリオンライブ！』関連曲                               |
| 7月19日  | ガールフレンド（仮） キャラクターソングシリーズ Vol.07                                                     | かぶきガールズ | 「とりま、デビューしちゃいますか」 | ゲーム『ガールフレンド（仮）』関連曲                                            |
| 7月19日  | ガールフレンド（仮） キャラクターソングシリーズ Vol.07                                                     | れもんみるくちょこれーと☆ | 「キャキャキャウフフは止まらない」 | ゲーム『ガールフレンド（仮）』関連曲                                            |
| 7月19日  | もっと Be My Power!/笑顔でgoing up!                                                                        | 朝比奈乃々（伊藤美来） | 「笑顔でgoing up!」 | ゲーム『オルタナティブガールズ』関連曲                                          |
| 7月26日  | THE IDOLM@STER MILLION THE@TER GENERATION 01 Brand New Theater!                                            | 765 MILLION ALLSTARS | 「Brand New Theater!」 | ゲーム『アイドルマスター ミリオンライブ！ シアターデイズ』テーマソング          |
| 7月26日  | THE IDOLM@STER MILLION THE@TER GENERATION 01 Brand New Theater!                                            | 765 MILLION ALLSTARS | 「Dreaming!」 | ゲーム『アイドルマスター ミリオンライブ！ シアターデイズ』関連曲                |
| 8月2日   | TVアニメ『アクションヒロイン チアフルーツ』オープニング・テーマ「情熱☆フルーツ」                           | トキメキ感謝祭 | 「情熱☆フルーツ」 | テレビアニメ『アクションヒロイン チアフルーツ』オープニングテーマ               |
| 8月23日  | THE IDOLM@STER MILLION LIVE! M@STER SPARKLE 01                                                             | 七尾百合子（伊藤美来） | 「地球儀にない国」 | ゲーム『アイドルマスター ミリオンライブ！ シアターデイズ』関連曲                |
| 9月6日   | アクションヒロイン チアフルーツ フルーツバスケット 〜赤来杏、青山勇気、紫村果音〜                          | 赤来杏（伊藤美来） | 「カラフル×ミラクル」 | テレビアニメ『アクションヒロイン チアフルーツ』関連曲                           |
| 9月6日   | アクションヒロイン チアフルーツ フルーツバスケット 〜赤来杏、青山勇気、紫村果音〜                          | 紫村果音（白石晴香）、赤来杏（伊藤美来）、黄瀬美甘（山崎エリイ） | 「陽の当たる場所（Kanon Main Version）」 | テレビアニメ『アクションヒロイン チアフルーツ』エンディングテーマ               |
| 9月6日   | アクションヒロイン チアフルーツ フルーツバスケット 〜赤来杏、青山勇気、紫村果音〜                          | 赤来杏（伊藤美来）、黄瀬美甘（山崎エリイ）、黒酒路子（村川梨衣） | 「陽の当たる場所（Ann Main Version）」 | テレビアニメ『アクションヒロイン チアフルーツ』エンディングテーマ               |
| 9月20日  | プリンセスコネクト！Re:Dive PRICONNE CHARACTER SONG 01                                                     | ペコリーヌ（M・A・O）、コッコロ（伊藤美来）、キャル（立花理香） | 「Lost Princess」 | ゲーム『プリンセスコネクト！Re:Dive』メインテーマ                               |
| 9月27日  | アクションヒロイン チアフルーツ フルーツバスケット 〜黄瀬美甘、緑川末那、桃井はつり〜                      | 桃井はつり（豊田萌絵）、赤来杏（伊藤美来）、城ヶ根御前（M・A・O） | 「陽の当たる場所（Hatsuri Main Version）」 | テレビアニメ『アクションヒロイン チアフルーツ』エンディングテーマ               |
| 9月27日  | アクションヒロイン チアフルーツ フルーツバスケット 〜黄瀬美甘、緑川末那、桃井はつり〜                      | 緑川末那（広瀬ゆうき）、赤来杏（伊藤美来）、青山勇気（石田晴香）、桃井はつり（豊田萌絵） | 「陽の当たる場所（Mana Main Version）」 | テレビアニメ『アクションヒロイン チアフルーツ』エンディングテーマ               |
| 10月18日 | アクションヒロイン チアフルーツ フルーツバスケット 〜城ヶ根御前、黒酒路子、青山元気〜                      | 赤来杏（伊藤美来）、黄瀬美甘（山崎エリイ）、緑川末那（広瀬ゆうき）、青山勇気（石田晴香）、桃井はつり（豊田萌絵） | 「陽の当たる場所（Hinanectar Version）」 | テレビアニメ『アクションヒロイン チアフルーツ』エンディングテーマ               |
| 10月18日 | アクションヒロイン チアフルーツ フルーツバスケット 〜城ヶ根御前、黒酒路子、青山元気〜                      | トキメキ感謝祭 | 「陽の当たる場所（Special Version）」 | テレビアニメ『アクションヒロイン チアフルーツ』エンディングテーマ               |
| 11月8日  | アクションヒロイン チアフルーツ BD第2巻特典CD                                                              | トキメキ感謝祭 | 「LOVE DIVE」 | テレビアニメ『アクションヒロイン チアフルーツ』挿入歌                           |
| 2018年   | | | |                                                                                 |
| 1月31日  | THE IDOLM@STER MILLION THE@TER GENERATION 04 プリンセススターズ                                            | プリンセススターズ | 「Princess Be Ambitious!!」 | ゲーム『アイドルマスター ミリオンライブ！ シアターデイズ』関連曲                |
| 1月31日  | THE IDOLM@STER MILLION THE@TER GENERATION 04 プリンセススターズ                                            | プリンセススターズ | 「Brand New Theater!」 | ゲーム『アイドルマスター ミリオンライブ！ シアターデイズ』関連曲                |
| 3月28日  | プリンセスコネクト！Re:Dive PRICONNE CHARACTER SONG 02                                                     | ペコリーヌ（M・A・O）、コッコロ（伊藤美来）、キャル（立花理香） | 「Connecting Happy!!」 | ラジオ『プリコネチャンネルRe:Dive』テーマソング                                 |
| 4月4日   | THE IDOLM@STER MILLION LIVE! M@STER SPARKLE 08                                                             | 765 MILLION ALLSTARS | 「Brand New Theater!」 | ゲーム『アイドルマスター ミリオンライブ！ シアターデイズ』関連曲                |
| 4月25日  | THE IDOLM@STER MILLION THE@TER GENERATION 07 トゥインクルリズム                                            | トゥインクルリズム | 「ZETTAI × BREAK!! トゥインクルリズム」 「Tomorrow Program」                                                                                              | ゲーム『アイドルマスター ミリオンライブ！ シアターデイズ』関連曲                |
| 6月1日   | THE IDOLM@STER LIVE THE@TER SOLO COLLECTION 06 プリンセススターズ                                          | 七尾百合子（伊藤美来） | 「ZETTAI × BREAK!! トゥインクルリズム」 | ゲーム『アイドルマスター ミリオンライブ！ シアターデイズ』関連曲                |
| 8月17日  | Alternative Girls Character Song Collection                                                                | 朝比奈乃々（伊藤美来）、吉良小百合（本渡楓）、シルビア＝リヒター（渕上舞）、真野桜子（大久保瑠美）、悠木美弥花（竹達彩奈） | 「Link」 | ゲーム『オルタナティブガールズ』関連曲                                          |
| 8月22日  | ピコっと！パピっと!!ガルパ☆ピコ!!!                                                                         | 戸山香澄（愛美）、美竹蘭（佐倉綾音）、丸山彩（前島亜美）、湊友希那（相羽あいな）、弦巻こころ（伊藤美来） | 「ピコっと！パピっと!!ガルパ☆ピコ!!!」 | テレビアニメ『BanG Dream! ガルパ☆ピコ』主題歌                                   |
| 8月22日  | ピコっと！パピっと!!ガルパ☆ピコ!!!                                                                         | 戸山香澄（愛美）、美竹蘭（佐倉綾音）、丸山彩（前島亜美）、湊友希那（相羽あいな）、弦巻こころ（伊藤美来） | 「クインティプル☆すまいる」 | ゲーム『バンドリ！ ガールズバンドパーティ！』関連曲                             |
| 8月29日  | THE IDOLM@STER MILLION THE@TER GENERATION 11 UNION!!                                                       | 765 MILLION ALLSTARS | 「UNION!!」 「Welcome!!」 | ゲーム『アイドルマスター ミリオンライブ！ シアターデイズ』関連曲                |
| 10月31日 | THE IDOLM@STER MILLION LIVE! THEATER DAYS Brand New Song 第1巻特装版特典CD                                 | 七尾百合子（伊藤美来） | 「地球儀にない国 Live Sound ver.」 | 漫画『THE IDOLM@STER MILLION LIVE! THEATER DAYS Brand New Song』関連曲          |
| 2019年   | | | |                                                                                 |
| 1月30日  | 五等分の気持ち                                                                                             | 中野家の五つ子 | 「五等分の気持ち」 | テレビアニメ『五等分の花嫁』オープニングテーマ                                  |
| 1月30日  | 五等分の気持ち                                                                                             | 中野家の五つ子 | 「ごぶんのいち」 | テレビアニメ『五等分の花嫁』エンディングテーマ                                  |
| 3月6日   | 五等分の花嫁 キャラクターソング・ミニアルバム                                                              | 中野三玖（伊藤美来） | 「Lovely music〜三週間前までは白かった〜」 | テレビアニメ『五等分の花嫁』関連曲                                              |
| 4月3日   | プリンセスコネクト！Re:Dive Lost Princess 〜ようこそ美食殿へ！〜                                           | ペコリーヌ（M・A・O）、コッコロ（伊藤美来）、キャル（立花理香） | 「ひだまり」 | ラジオ『プリコネチャンネルRe:Dive』エンディングテーマ                           |
| 4月3日   | プリンセスコネクト！Re:Dive Lost Princess 〜ようこそ美食殿へ！〜                                           | ペコリーヌ（M・A・O）、コッコロ（伊藤美来）、キャル（立花理香） | 「Yes! Precious Harmony!」 | ラジオ『プリコネチャンネルRe:Dive』オープニングテーマ                           |
| 4月3日   | プリンセスコネクト！Re:Dive Lost Princess 〜ようこそ美食殿へ！〜                                           | コッコロ（伊藤美来） | 「心想い 〜ココロオモイ〜」 | ゲーム『プリンセスコネクト！Re:Dive』挿入歌                                     |
| 4月26日  | THE IDOLM@STER THE@TER SOLO COLLECTION 07 PRINCESS STARS                                                   | 七尾百合子（伊藤美来） | 「Tomorrow Program」 | ゲーム『アイドルマスター ミリオンライブ！ シアターデイズ』関連曲                |
| 7月24日  | THE IDOLM@STER MILLION THE@TER WAVE 01 Flyers!!!                                                           | 765 MILLION ALLSTARS | 「Flyers!!!」 | ゲーム『アイドルマスター ミリオンライブ！ シアターデイズ』関連曲                |
| 8月9日   | 五等分の花嫁〜可愛さMax Re-mix〜                                                                           | 中野家の五つ子 | 「五等分の気持ち（PandaBoY Opening Voice Edit）」 「ごぶんのいち（PandaBoY Tropical House Edit）」 「五等分の気持ち（PandaBoY Five Flowers Dance Edit）」 | テレビアニメ『五等分の花嫁』関連曲                                              |
| 8月9日   | 五等分の花嫁〜可愛さMax Re-mix〜                                                                           | 中野三玖（伊藤美来） | 「Lovely music 〜三週間前までは白かった〜（PandaBoY Girly Pop Edit）」                                                                                    | テレビアニメ『五等分の花嫁』関連曲                                              |
| 8月28日  | THE IDOLM@STER MILLION THE@TER WAVE 02                                                                     | Chrono-Lexica | 「dans l‘obscurité」 「囚われのTea Time」 | ゲーム『アイドルマスター ミリオンライブ！ シアターデイズ』関連曲                |
| 11月20日 | fragile | 森谷美鈴（伊藤美来）、村上遥（宮本侑芽） | 「fragile」 | OVA『フラグタイム』主題歌                                                       |
| 11月20日 | fragile | 森谷美鈴（伊藤美来）、村上遥（宮本侑芽） | 「AM11:00」 | OVA『フラグタイム』関連曲                                                       |
| 2020年   | | | |                                                                                 |
| 2月19日  | Shiny Happy Days                                                                                           | ショコラ（八木侑紀）、バニラ（佐伯伊織）、アズキ（井澤詩織）、メイプル（伊藤美来）、シナモン（のぐちゆり）、ココナツ（水谷麻鈴）                                                                                               | 「Shiny Happy Days」 | テレビアニメ『ネコぱら』オープニングテーマ                                      |
| 3月4日   | これからも五等分                                                                                           | 中野家の五つ子 | 「これからも五等分」 | テレビアニメ『五等分の花嫁』関連曲                                              |
| 3月18日  | 白き鋼鉄のX THE OUT OF GUNVOLT イソラ 全力アイドルロード                                                   | イソラ（伊藤美来） | 「全力応援フルスロットル」 | ゲーム『白き鋼鉄のX THE OUT OF GUNVOLT』関連曲                                  |
| 3月18日  | ネコぱら サウンドコレクションアルバム                                                                      | メイプル（伊藤美来） | 「君とWitches☆彡」 | テレビアニメ『ネコぱら』挿入歌                                                  |
| 3月18日  | ネコぱら サウンドコレクションアルバム                                                                      | メイプル（伊藤美来）、シナモン（のぐちゆり） | 「君とWitches☆彡」 | テレビアニメ『ネコぱら』挿入歌                                                  |
| 3月18日  | ネコぱら サウンドコレクションアルバム                                                                      | メイプル（伊藤美来） | 「ホントノココロ」 | テレビアニメ『ネコぱら』エンディングテーマ                                      |
| 3月25日  | プリンセスコネクト！Re:Dive PRICONNE CHARACTER SONG 13                                                     | ペコリーヌ（M・A・O）、コッコロ（伊藤美来）、キャル（立花理香）、ユイ（種田梨沙）、ヒヨリ（東山奈央）、レイ（早見沙織）、シェフィ（近藤玲奈）                                                                                  | 「Mirage Game」 | ゲーム『プリンセスコネクト！Re:Dive』第2部メインテーマ                          |
| 3月25日  | プリンセスコネクト！Re:Dive PRICONNE CHARACTER SONG 13                                                     | ペコリーヌ（M・A・O）、コッコロ（伊藤美来）、キャル（立花理香） | 「Yes! Precious Harmony!」 | ゲーム『プリンセスコネクト！Re:Dive』第2部エンディングテーマ                    |
| 4月29日  | それでもともに歩いていく&Lost Princess                                                                     | ペコリーヌ（M・A・O）、コッコロ（伊藤美来）、キャル（立花理香） | 「それでもともに歩いていく」 | テレビアニメ『プリンセスコネクト！Re:Dive』エンディングテーマ                   |
| 4月29日  | それでもともに歩いていく&Lost Princess                                                                     | コッコロ（伊藤美来） | 「それでもともに歩いていく」 | テレビアニメ『プリンセスコネクト！Re:Dive』関連曲                               |
| 5月27日  | プリンセスコネクト！Re:Dive PRICONNE CHARACTER SONG 15                                                     | ペコリーヌ（M・A・O）、コッコロ（伊藤美来）、キャル（立花理香）、スズメ（悠木碧） | 「SAI*KOUスタートダッシュ」 | ゲーム『プリンセスコネクト！Re:Dive』挿入歌                                     |
| 6月26日  | ミリオンドール 第6巻付属ドラマCD「ミリオンドールnextbeat」                                                 | マリ子（伊藤美来） | 「逆境クライアウト」 | 漫画『ミリオンドール』関連曲                                                    |
| 7月2日   | THE IDOLM@STER MILLION LIVE! THEATER DAYS Brand New Song 第3巻特装版特典CD                                 | 七尾百合子（伊藤美来）、望月杏奈（夏川椎菜） | 「Large Size Party」 | 漫画『THE IDOLM@STER MILLION LIVE! THEATER DAYS Brand New Song』関連曲          |
| 8月12日  | 大盛り一丁！ガルパ☆ピコ                                                                                    | 戸山香澄（愛美）、美竹蘭（佐倉綾音）、丸山彩（前島亜美）、湊友希那（相羽あいな）、弦巻こころ（伊藤美来） | 「大盛り一丁！ガルパ☆ピコ」 | テレビアニメ『BanG Dream! ガルパ☆ピコ 〜大盛り〜』主題歌                        |
| 8月12日  | 大盛り一丁！ガルパ☆ピコ                                                                                    | 戸山香澄（愛美）、美竹蘭（佐倉綾音）、丸山彩（前島亜美）、湊友希那（相羽あいな）、弦巻こころ（伊藤美来） | 「TWiNKLE CiRCLE」 | ゲーム『バンドリ！ ガールズバンドパーティ！』関連曲                             |
| 8月26日  | THE IDOLM@STER MILLION THE@TER WAVE 10 Glow Map                                                            | 765 MILLION ALLSTARS | 「Glow Map」 | ゲーム『アイドルマスター ミリオンライブ！ シアターデイズ』関連曲                |
| 8月26日  | THE IDOLM@STER MILLION THE@TER WAVE 10 Glow Map                                                            | 伊吹翼（Machico）、天空橋朋花（小岩井ことり）、永吉昴（斉藤佑圭）、エミリースチュアート（郁原ゆう）、七尾百合子（伊藤美来） | 「Do the IDOL!!〜断崖絶壁チュパカブラ〜」 | ゲーム『アイドルマスター ミリオンライブ！ シアターデイズ』関連曲                |
| 10月28日 | 君に会えた日                                                                                               | 安達（鬼頭明里）としまむら（伊藤美来） | 「君に会えた日」 | テレビアニメ『安達としまむら』オープニングテーマ                                |
| 10月28日 | 君に会えた日                                                                                               | 安達（鬼頭明里）としまむら（伊藤美来） | 「メリーゴーランド」 | テレビアニメ『安達としまむら』挿入歌                                            |
| -        | HaNaMiNaカバーアルバム 〜デモテープ#1〜                                                                    | 小野美苗（伊藤美来） | 「コンピューターおばあちゃん」 | 『イロドリミドリ』関連曲                                                        |
| 2021年   | | | |                                                                                 |
| 2月17日  | 五等分のカタチ/はつこい                                                                                    | 中野家の五つ子 | 「五等分のカタチ」 | テレビアニメ『五等分の花嫁∬』オープニングテーマ                                 |
| 2月17日  | 五等分のカタチ/はつこい                                                                                    | 中野家の五つ子 | 「はつこい」 | テレビアニメ『五等分の花嫁∬』エンディングテーマ                                 |
| 3月3日   | 五等分の花嫁∬ キャラクターソング・ミニアルバム                                                             | 中野三玖（伊藤美来） | 「君が好き 〜Three Feelings〜」 | テレビアニメ『五等分の花嫁∬』関連曲                                             |
| 3月24日  | みなみかぜ/サマーデイズ                                                                                    | 中野家の五つ子 | 「みなみかぜ」 | ゲーム『五等分の花嫁∬ 〜夏の思い出も五等分〜』オープニングテーマ                |
| 3月24日  | みなみかぜ/サマーデイズ                                                                                    | 中野家の五つ子 | 「サマーデイズ」 | ゲーム『五等分の花嫁∬ 〜夏の思い出も五等分〜』エンディングテーマ                |
| 3月24日  | アサルトリリィ BOUQUET BD第3巻特典CD                                                                       | 一柳結梨（伊藤美来） | 「まばたき」 | テレビアニメ『アサルトリリィ BOUQUET』エンディングテーマ                        |
| 4月29日  | 頑張っている君だから                                                                                       | シェラ（芹澤優）、レム（和氣あず未）、ルマキーナ（伊藤美来）、ホルン（内村史子） | 「頑張っている君だから」 | テレビアニメ『異世界魔王と召喚少女の奴隷魔術Ω』挿入歌                           |
| 5月22日  | THE IDOLM@STER LIVE THE@TER SOLO COLLECTION 08 Princess Stars                                              | 七尾百合子（伊藤美来） | 「dans l'obscurité」 | ゲーム『アイドルマスター ミリオンライブ！ シアターデイズ』関連曲                |
| 7月28日  | THE IDOLM@STER MILLION THE@TER SEASON Harmony 4 You                                                        | 765 MILLION ALLSTARS | 「Harmony 4 You」 | ゲーム『アイドルマスター ミリオンライブ！ シアターデイズ』関連曲                |
| 7月28日  | THE IDOLM@STER MILLION THE@TER SEASON Harmony 4 You                                                        | プリンセススターズ | 「EVERYDAY STARS!!」 | ゲーム『アイドルマスター ミリオンライブ！ シアターデイズ』関連曲                |
| 10月8日  | ピコたるもの、ふぃーばー！                                                                                 | 戸山香澄（愛美）、美竹蘭（佐倉綾音）、丸山彩（前島亜美）、湊友希那（相羽あいな）、弦巻こころ（伊藤美来）、倉田ましろ（進藤あまね）、レイヤ（Raychell）                                                                         | 「ピコたるもの、ふぃーばー！」 | テレビアニメ『BanG Dream! ガルパ☆ピコ ふぃーばー！』エンディングテーマ          |
| 11月24日 | High tide girl                                                                                             | 海咲野くくる（伊藤美来） | 「High tide girl」 | ラジオ『白い砂のアクアトープ アクアリウム・ティンガーラ館内放送局』テーマソング |
| 11月24日 | High tide girl                                                                                             | 海咲野くくる（伊藤美来）、宮沢風花（逢田梨香子） | 「君といたアクアトープ」 | テレビアニメ『白い砂のアクアトープ』関連曲                                      |
| 12月22日 | THE IDOLM@STER MILLION LIVE! M@STER SPARKLE2 03                                                            | 七尾百合子（伊藤美来） | 「恋のWa・Wo・N」 | ゲーム『アイドルマスター ミリオンライブ！ シアターデイズ』関連曲                |
| 2022年   | | | |                                                                                 |
| 2月12日  | THE IDOLM@STER LIVE THE@TER SOLO COLLECTION 09 Princess Stars                                              | 七尾百合子（伊藤美来） | 「成長Chu→LOVER!!」 | ゲーム『アイドルマスター ミリオンライブ！ シアターデイズ』関連曲                |
| 2月16日  | 旅立ちの季節                                                                                               | ペコリーヌ（M・A・O）、コッコロ（伊藤美来）、キャル（立花理香） | 「旅立ちの季節」 | アニメ『プリンセスコネクト！Re:Dive Season 2』エンディングテーマ                |
| 2月16日  | 旅立ちの季節                                                                                               | コッコロ（伊藤美来） | 「旅立ちの季節」 | アニメ『プリンセスコネクト！Re:Dive Season 2』関連曲                            |
| 4月27日  | 明日ちゃんのセーラー服 BD / DVD 第1巻完全生産限定版特典CD                                                  | 蠟梅学園中等部1年3組 | 「はじまりのセツナ」 | テレビアニメ『明日ちゃんのセーラー服』オープニングテーマ                        |
| 5月25日  | 五等分の軌跡                                                                                               | 中野家の五つ子 | 「五等分の軌跡」 「五等分の花嫁〜ありがとうの花〜」 | 劇場アニメ『映画 五等分の花嫁』テーマソング                                     |
| 5月25日  | 五等分の軌跡                                                                                               | 中野家の五つ子 | 「君の笑顔見たいから」 | ゲーム『映画「五等分の花嫁」 〜君と過ごした五つの思い出〜』テーマソング         |
| 6月29日  | THE IDOLM@STER MILLION THE@TER SEASON LOVERS HEART                                                         | LOVERS HEART | 「空色♡ Birthday Card」 「Harmony 4 You」 | ゲーム『アイドルマスター ミリオンライブ！ シアターデイズ』関連曲                |
| 6月29日  | THE IDOLM@STER MILLION THE@TER SEASON LOVERS HEART                                                         | 天空橋朋花（小岩井ことり）、高槻やよい（仁後真耶子）、佐竹美奈子（大関英里）、七尾百合子（伊藤美来） | 「LOVE is GAME」 | ゲーム『アイドルマスター ミリオンライブ！ シアターデイズ』関連曲                |
| 7月27日  | THE IDOLM@STER MILLION THE@TER SEASON 夢にかけるRainbow                                                    | 765 MILLION ALLSTARS | 「夢にかけるRainbow」 | ゲーム『アイドルマスター ミリオンライブ！ シアターデイズ』関連曲                |
| 7月27日  | THE IDOLM@STER MILLION THE@TER SEASON 夢にかけるRainbow                                                    | プリンセススターズ | 「夢にかけるRainbow」 | ゲーム『アイドルマスター ミリオンライブ！ シアターデイズ』関連曲                |
| 9月21日  | 仮面ライダーリバイス SONG BEST                                                                             | 五十嵐さくら（井本彩花）、ラブコフ（伊藤美来） | 「Cherry-ish!」 | テレビドラマ『仮面ライダーリバイス』挿入歌                                      |
| 11月30日 | Flop Around                                                                                                | 和泉沢愛生（伊藤美来）、アメリア・アーヴィング（竹達彩奈）、イリヤ・イリューヒン（高橋李依）、バイ・モンファ（金元寿子）、カリン・イステル（高野麻里佳）                                                                       | 「Flop Around」 | テレビアニメ『恋愛フロップス』エンディングテーマ                                |
| 11月30日 | Flop Around                                                                                                | 井澤愛（伊藤美来） | 「lost in the white」 | テレビアニメ『恋愛フロップス』エンディングテーマ                                |
| 11月30日 | Flop Around                                                                                                | 井澤愛（伊藤美来） | 「With You」 | テレビアニメ『恋愛フロップス』挿入歌                                            |
| 12月14日 | THE IDOLM@STER MILLION THE@TER VARIETY 02                                                                  | 765 MILLION ALLSTARS | 「Brand New Theater! 〜Brand New Year Ver.〜」 | ゲーム『アイドルマスター ミリオンライブ！ シアターデイズ』関連曲                |
| 2023年   | | | |                                                                                 |
| 1月14日  | THE IDOLM@STER LIVE THE@TER SOLO COLLECTION 11 Princess Stars                                              | 七尾百合子（伊藤美来） | 「LOVE is GAME」 | ゲーム『アイドルマスター ミリオンライブ！ シアターデイズ』関連曲                |
| 1月25日  | 恋愛フロップス Blu-ray BOX上巻 エンディングテーマ ソロver.DLカード                                         | 和泉沢愛生（伊藤美来） | 「Flop Around」 | テレビアニメ『恋愛フロップス』エンディングテーマ                                |
| 2月22日  | THE IDOLM@STER MILLION THE@TER SEASON FINAL                                                                | 秋月律子（若林直美）、七尾百合子（伊藤美来）、北上麗花（平山笑美）、島原エレナ（角元明日香）、馬場このみ（高橋ミナミ） | 「Supersonic Booster!」 | ゲーム『アイドルマスター ミリオンライブ！ シアターデイズ』関連曲                |
| 3月23日  | THE IDOLM@STER 765 MILLION ALLSTARS BEST                                                                   | 765 MILLION ALLSTARS | 「Thank You!（765 MILLION ALLSTARS ver.）」 「夢にかけるRainbow（Brand New Ver.）」 「Crossing!」                                                         | ゲーム『アイドルマスター ミリオンライブ！ シアターデイズ』関連曲                |
| 3月23日  | THE IDOLM@STER LIVE THE@TER BEST                                                                           | BlueMoon Harmony | 「brave HARMONY（Brand New Ver.）」 | ゲーム『アイドルマスター ミリオンライブ！ シアターデイズ』関連曲                |
| 4月22日  | THE IDOLM@STER LIVE THE@TER SOLO COLLECTION 12 Princess Stars                                              | 七尾百合子（伊藤美来） | 「プリムラ」 | ゲーム『アイドルマスター ミリオンライブ！ シアターデイズ』関連曲                |
| 4月26日  | TVアニメ「スパイ教室」スペシャルエンディングテーマCD File.02                                               | グレーテ（伊藤美来） | 「偽りない幸福を」 | テレビアニメ『スパイ教室』エンディングテーマ                                    |
| 7月12日  | 五等分の未来                                                                                               | 中野家の五つ子 | 「五等分の未来」 | テレビアニメ『五等分の花嫁∽』オープニングテーマ                                 |
| 7月12日  | 五等分の未来                                                                                               | 中野家の五つ子 | 「たからもの」 | テレビアニメ『五等分の花嫁∽エンディングテーマ                                   |
| 7月12日  | 五等分の未来                                                                                               | 中野家の五つ子 | 「世界中たったひとつ」 | ゲーム『五等分の花嫁 〜彼女と交わす五つの約束〜』テーマソング                   |
| 7月26日  | THE IDOLM@STER MILLION LIVE! グッドサイン                                                                  | 765 MILLION ALLSTARS | 「グッドサイン」 | ゲーム『アイドルマスター ミリオンライブ！ シアターデイズ』関連曲                |
| 7月26日  | THE IDOLM@STER MILLION LIVE! グッドサイン                                                                  | プリンセススターズ | 「グッドサイン」 | ゲーム『アイドルマスター ミリオンライブ！ シアターデイズ』関連曲                |
| 7月26日  | プリンセスコネクト！Re:Dive PRICONNE CHARACTER SONG 34                                                     | ペコリーヌ（M・A・O）、コッコロ（伊藤美来）、キャル（立花理香）、リリ（鈴木みのり）、クリア（前田佳織里）、プレシア（高尾奏音）                                                                                                | 「Precious Journey」 | ゲーム『プリンセスコネクト！Re:Dive』第3部メインテーマ                          |
| 7月26日  | プリンセスコネクト！Re:Dive PRICONNE CHARACTER SONG 34                                                     | ペコリーヌ（M・A・O）、コッコロ（伊藤美来）、キャル（立花理香） | 「茜色の寄り道」 | ゲーム『プリンセスコネクト！Re:Dive』第3部エンディングテーマ                    |
| 8月23日  | THE IDOLM@STER MILLION ANIMATION THE@TER『Rat A Tat!!!』                                                   | MILLIONSTARS | 「Rat A Tat!!!」 | テレビアニメ『アイドルマスター ミリオンライブ！』オープニングテーマ             |
| 8月23日  | THE IDOLM@STER MILLION ANIMATION THE@TER『Rat A Tat!!!』                                                   | MILLIONSTARS | 「セブンカウント」 | テレビアニメ『アイドルマスター ミリオンライブ！』イメージソング                 |
| 10月25日 | THE IDOLM@STER MILLION ANIMATION THE@TER MILLIONSTARS Team3rd『オレンジノキオク』                          | MILLIONSTARS Team3rd | 「オレンジノキオク」 | テレビアニメ『アイドルマスター ミリオンライブ！』挿入歌                         |
| 2024年   | | | |                                                                                 |
| 2月21日  | THE IDOLM@STER MILLION ANIMATION THE@TER START THE DREAM                                                   | MILLIONSTARS | 「REFRAIN REL@TION」 「Brand New Theater!」 | テレビアニメ『アイドルマスター ミリオンライブ！』挿入歌                         |
| 2月21日  | THE IDOLM@STER MILLION ANIMATION THE@TER START THE DREAM                                                   | 春日未来（山崎はるか）、最上静香（田所あずさ）、伊吹翼（Machico）、徳川まつり（諏訪彩花）、七尾百合子（伊藤美来）、箱崎星梨花（麻倉もも）、望月杏奈（夏川椎菜）                                                                | 「We Have A Dream（Anime ver.）」 | テレビアニメ『アイドルマスター ミリオンライブ！』挿入歌                         |
| 2月21日  | THE IDOLM@STER MILLION ANIMATION THE@TER START THE DREAM                                                   | MILLIONSTARS | 「Thank You!（Acoustic ver.）」 | テレビアニメ『アイドルマスター ミリオンライブ！』挿入歌                         |
| 2月23日  | アイドルマスター ミリオンライブ！ BD 特装版第2巻 特典CD                                                    | MILLIONSTARS Team3rd | 「Rat A Tat!!!」 | テレビアニメ『アイドルマスター ミリオンライブ！』関連曲                         |
| 2月24日  | THE IDOLM@STER LIVE THE@TER SOLO COLLECTION 「REFRAIN REL@TION」 Princess Stars                            | 七尾百合子（伊藤美来） | 「REFRAIN REL@TION」 | テレビアニメ『アイドルマスター ミリオンライブ！』関連曲                         |
| 3月27日  | THE IDOLM@STER MILLION C@STING 03 ミステイク・マーダー！                                                   | 田中琴葉（種田梨沙）、豊川風花（末柄里恵）、春日未来（山崎はるか）、北沢志保（雨宮天）、七尾百合子（伊藤美来） | 「ミステイク・マーダー！」 | ゲーム『アイドルマスター ミリオンライブ！ シアターデイズ』関連曲                |
| 6月19日  | 『声優ラジオのウラオモテ』キャラソン・アルバム“「夕陽と〜」「やすみの〜」「コーコーセーミュージック〜！」” | 歌種やすみ（伊藤美来）、夕暮夕陽（豊田萌絵） | 「STAND BY YOU」 | テレビアニメ『声優ラジオのウラオモテ』エンディングテーマ                        |
| 6月19日  | 『声優ラジオのウラオモテ』キャラソン・アルバム“「夕陽と〜」「やすみの〜」「コーコーセーミュージック〜！」” | 歌種やすみ（伊藤美来）、夕暮夕陽（豊田萌絵） | 「揺れ恋ゆららか！」 | テレビアニメ『声優ラジオのウラオモテ』挿入歌                                    |
| 6月19日  | 『声優ラジオのウラオモテ』キャラソン・アルバム“「夕陽と〜」「やすみの〜」「コーコーセーミュージック〜！」” | 歌種やすみ（伊藤美来） | 「二千分のイチの花びら」 「さくらいろ」 | テレビアニメ『声優ラジオのウラオモテ』関連曲                                    |
| 6月19日  | 『声優ラジオのウラオモテ』キャラソン・アルバム“「夕陽と〜」「やすみの〜」「コーコーセーミュージック〜！」” | ハートタルト | 「さくらいろ」 | テレビアニメ『声優ラジオのウラオモテ』挿入歌                                    |
| 6月19日  | 『声優ラジオのウラオモテ』キャラソン・アルバム“「夕陽と〜」「やすみの〜」「コーコーセーミュージック〜！」” | ハートタルト | 「揺れ恋ゆららか！」 | テレビアニメ『声優ラジオのウラオモテ』関連曲                                    |
| 7⽉31⽇  | THE IDOLM@STER MILLION LIVE! 7Days A Week!!                                                                | 765 MILLION ALLSTARS | 「7Days A Week!!」 「DIAMOND DAYS」 | ゲーム『アイドルマスター ミリオンライブ！ シアターデイズ』関連曲                |
| 7⽉31⽇  | THE IDOLM@STER MILLION LIVE! 7Days A Week!!                                                                | 田中琴葉（種田梨沙）、豊川風花（末柄里恵）、春日未来（山崎はるか）、北沢志保（雨宮天）、七尾百合子（伊藤美来） | 「DIAMOND DAYS」 | ゲーム『アイドルマスター ミリオンライブ！ シアターデイズ』関連曲                |
| 7⽉31⽇  | THE IDOLM@STER LIVE THE@TER SOLO COLLECTION 「DIAMOND DAYS」 PRINCESS STARS                                | 七尾百合子（伊藤美来） | 「DIAMOND DAYS」 | ゲーム『アイドルマスター ミリオンライブ！ シアターデイズ』関連曲                |
| 9月18日  | TVアニメ「五等分の花嫁」5th Anniversary Best Album                                                         | 中野家の五つ子 | 「君だったから」 | テレビアニメ『五等分の花嫁』関連曲                                              |
| 9月18日  | 五等分の笑顔 EP                                                                                            | 中野家の五つ子 | 「五等分の笑顔」 | テレビアニメ『五等分の花嫁*』オープニングテーマ                                 |
| 9月18日  | 五等分の笑顔 EP                                                                                            | 中野家の五つ子 | 「メモリーズ」 | テレビアニメ『五等分の花嫁*』エンディングテーマ                                 |
| 9月18日  | 五等分の笑顔 EP                                                                                            | 中野家の五つ子 | 「輝き出した私たち」 | テレビアニメ『五等分の花嫁*』挿入歌                                             |
| 2025年   | | | |                                                                                 |
| 1月22日  | CONSTELLAT10N                                                                                              | 一柳隊 with 一柳結梨（伊藤美来） | 「CONSTELLAT10N」 | ゲーム『アサルトリリィ Last Bullet』関連曲                                      |
| 1月22日  | CONSTELLAT10N                                                                                              | 一柳梨璃（赤尾ひかる）、 一柳結梨（伊藤美来） | 「はんぶんこのミルフィーユ」 | ゲーム『アサルトリリィ Last Bullet』関連曲                                      |
| 1月22日  | CONSTELLAT10N                                                                                              | 一柳結梨（伊藤美来） | 「はんぶんこのミルフィーユ」 | ゲーム『アサルトリリィ Last Bullet』関連曲                                      |
| 2月12日  | PRINCESS CONNECT！Re:Dive CHARACTER SONG ALBUM VOL.6                                                       | ペコリーヌ（M・A・O）、コッコロ（伊藤美来）、キャル（立花理香）、シェフィ（近藤玲奈） | 「茜色の寄り道（4人ver.）」 | ゲーム『プリンセスコネクト！Re:Dive』関連曲                                     |
| 2月26日  | THE IDOLM@STER MILLION THE@TER VARIETY 06                                                                  | 豊川風花（末柄里恵）、七尾百合子（伊藤美来） | 「Pomegranate （豊川風花・七尾百合子 Ver.）」 | ゲーム『アイドルマスター ミリオンライブ！ シアターデイズ』関連曲                |
| 9月10日  | 明日へ | 中野家の五つ子 | 「明日へ」 | ゲーム『五等分のプリンセス 〜幻想と深淵と魔法学院〜』テーマソング               |

## その他参加作品
| 発売日         | 商品名                                               | 歌                                               | 楽曲                                          | 備考                                   |
| -------------- | ---------------------------------------------------- | ------------------------------------------------ | --------------------------------------------- | -------------------------------------- |
| 2013年12月31日 | なみぞうあいらんど ドラマCD Vol.3「全力で片想い」    | 伊藤美来                                         | 「初恋現在進行中」                            | ドラマCD『全力で片想い』イメージソング |
| 2015年12月26日 | Miku’s Adventures 2015 メモリアルグッズセット 特典CD | 伊藤美来                                         | 「妄想Realize」                               |                                        |
| 2020年7月3日   | -                                                    | NEXT SMILE!                                      | 「GOOD SMILE BRINGS FUTURE -NEXT SMILE!ver-」 | Web番組『グッスマTV！sideA』関連曲     |
| 2020年12月9日  | VOICE〜声優たちが歌う松田聖子ソング〜 Female Edition | 伊藤美来                                         | 「裸足の季節」 「天使のウィンク」             |                                        |
| 2020年12月9日  | VOICE〜声優たちが歌う松田聖子ソング〜 Female Edition | 豊崎愛生、内田真礼、佐倉綾音、麻倉もも、伊藤美来 | 「赤いスイートピー」                          |                                        |